# Đội tuyển bóng đá bãi biển quốc gia Thụy Điển
Đội tuyển bóng đá bãi biển quốc gia Thụy Điển đại diện Thụy Điển ở các giải thi đấu bóng đá bãi biển quốc tế và được điều hành bởi Hiệp hội bóng đá Thụy Điển (SvFF), cơ quan quản lý bóng đá ở Thụy Điển.

## Đội hình
Chính xác tính đến tháng 7 năm 2013

Ghi chú: Quốc kỳ chỉ đội tuyển quốc gia được xác định rõ trong điều lệ tư cách FIFA. Các cầu thủ có thể giữ hơn một quốc tịch ngoài FIFA.
| Số | VT | Quốc gia  | Cầu thủ              |
| -- | -- | --------- | -------------------- |
| —  | TM | Thụy Điển | Malte Hammarskog     |
| —  | TV | Thụy Điển | Fabio Brasse         |
| —  | TĐ | Thụy Điển | Alexandre De Santana |
| —  | HV | Thụy Điển | Hussein Saad Mahdi   |
| —  | TV | Thụy Điển | Pavel Shirzad Azziz  |
| —  | TV | Thụy Điển | Noor Zadran          |
| —  | TĐ | Thụy Điển | Salah-ud-din Malik   |
| —  | TĐ | Thụy Điển | Saikou Manneh        |
| —  | HV | Thụy Điển | Ahmed Tamin          |
| —  | TM | Thụy Điển | Erik Gustafsson      |

Huấn luyện viên: Sergio de Souza

## Thành tích
- Thành tích Giải vô địch bóng đá bãi biển châu Âu: Hạng 7 (Division C)
  - 2004

## Kết quả

### Thành tích mọi thời đại
tính đến tháng 7 năm 2013
| Giải đấu                              | St | W | WE | L | BT | BB | HS  | Đ |
| ------------------------------------- | -- | - | -- | - | -- | -- | --- | - |
| Giải vô địch bóng đá bãi biển châu Âu | 2  | 0 | 0  | 2 | 4  | 15 | -11 | 0 |
| BSWW Tour matches                     | 3  | 0 | 0  | 3 | 12 | 26 | -14 | 0 |
| Tổng cộng                             | 5  | 0 | 0  | 5 | 16 | 41 | -25 | 0 |

### Trận đấu
| 6 tháng 8 năm 2004 EBSL 2004, Div. C, vòng 1 | Ukraina | 8–2 | Thụy Điển | Palma de Mallorca, Tây Ban Nha |  |
|                                              |         |     |           |                                |  |

| 7 tháng 8 năm 2004 EBSL 2004, Div. C, Hạng 6 play-off | Hy Lạp | 7–2 | Thụy Điển | Palma de Mallorca, Tây Ban Nha |  |
|                                                       |        |     |           |                                |  |

| 12 tháng 7 năm 2013 BSWW Tour: Cúp Thụy Điển | Thụy Điển | 3–9 | Hà Lan | Malmö, Thụy Điển |  |
|                                              |           |     |        |                  |  |

| 13 tháng 7 năm 2013 BSWW Tour: Cúp Thụy Điển | Thụy Điển | 6–8 | Đan Mạch | Malmö, Thụy Điển |  |
|                                              |           |     |          |                  |  |

| 14 tháng 7 năm 2013 BSWW Tour: Cúp Thụy Điển | Thụy Điển | 3–9 | Anh | Malmö, Thụy Điển |  |
|                                              |           |     |     |                  |  |